# Ratpenat de nas tubular de Wright
El ratpenat de nas tubular de Wright (Nyctimene wrightae) és una espècie de ratpenat de la família dels pteropòdids. És endèmic de l'illa de Nova Guinea (Indonèsia i Papua Nova Guinea), on viu en boscos tant montans com de plana. Fou anomenat en honor de la doctora Debra Wright, directora de diverses organitzacions de conservació del medi ambient i recerca biològica a Papua Nova Guinea. Com que fou descoberta fa poc, la Unió Internacional per a la Conservació de la Natura (UICN) encara no n'ha avaluat l'estat de conservació, però la seva descriptora considera que es tracta d'una espècie en risc mínim.